# Costi Ioniță
Pour les articles homonymes, voir Ioniță.
 (mars 2018).
Costi Ioniță, de son vrai nom Constantin Ioniță, aussi connu sous le nom de scène Costi, est un chanteur, compositeur et producteur de musique gitane - manele né le 14 janvier 1978 à Constanța (Roumanie).  
Il est associé avec la chanteuse bulgare Andrea dans le groupe Sahara. En 2012, Costi Ioniță est nommé aux Grammy Awards pour la chanson Dame en featuring avec Shaggy, et la chanteuse Kat DeLuna.
En 2015, Costi Ioniță sort le single Habibi (I Need Your Love) en featuring avec Mohombi, Shaggy et Faydee. Un remix en version espagnole est réalisé la même année après le succès international du titre en version anglaise. La version en espagnol s'intitule Te Quiero Mas, en collaboration avec Shaggy, Don Omar, Faydee, Farruko et Mohombi.

## Biographie

### Débuts
Né à Constanţa (Roumanie), il commence sa carrière musicale en chantant de la musique traditionnelle roumaine. 

### Succès en tant que chanteur
Il atteint la célébrité, en tant que membre du groupe de musique gitane Valahia, avec leur album éponyme, notamment grâce au titre "Sâmbătă seara". En 1999, il commence à expérimenter le manele, un style musical balkanique composite. En 2000, il collabore avec Adrian Minune, chanteur de manele, sur Of, viaţa mea (« Ouf, ma vie »), l'un des premiers grands succès du genre en Roumanie. Après la dissolution de Valahia en 2002, il entame une carrière solo, se concentrant sur le genre manele. Au cours de cette période, il collabore avec plusieurs chanteurs de manele bien connus.
À la fin des années 2000, Costi Ioniţă prolonge son action dans les Balkans et le Moyen-Orient, remportant un succès en Turquie et en Arabie saoudite avec la chanson Ca la Amsterdam, un air inclus dans la compilation 2010 du Café del Mar. Il a également lancé plusieurs succès en Bulgarie, en collaboration avec des chanteurs locaux.

### Autres activités musicales
Depuis 2008, Costi joue le rôle de producteur et compositeur pour le groupe pop / rock Blaxy Girls. En 2009, il atteint la finale de la sélection roumaine pour le concours Eurovision de la chanson avec trois chansons qu'il a composées, une chantée par lui-même, une par Blaxy Girls, et la troisième par un autre groupe, IMBA.
En juillet 2007, il lance une chaîne musicale, Party TV, et en octobre de la même année, sa compagnie reçoit une licence pour deux autres chaînes de télévision musicale : l'une d'entre elles, Mynele TV, est destinée à la promotion de manele.
Il est également impliqué avec la chanteuse bulgare Andrea dans le groupe de musique Sahara, un groupe qui sort plusieurs hits et singles avec Bob Sinclar et Shaggy et un autre avec Mario Winans. En 2011-2015, il joue avec les chanteurs serbes Ana Kokić, Sandra Afrika, Viki Miljkovic et les chanteurs croates Nikol Bulat et Morena.
En 2011, il co-écrit la chanson Zaleilah avec Ionescu Elena et Secada Dihigo Omar. La chanson représente la Roumanie au Concours Eurovision de la chanson 2012 et est interprétée par le groupe latino-roumain Mandinga. Ce dernier termine 12e au classement général, mais la chanson devient un succès commercial.
En 2014, Costi Ioniţă connait le succès international avec la chanson multilingue en arabe, anglais et espagnol intitulée Habibi (I Need Your Love), co-écrite avec le chanteur australien Faydee.

## Discographie
- 2015 : I Need Your Love (avec Shaggy, Mohombi, Faydee)
- 2020 : Jale (Djeale Romanian Remix) (avec Jador, Emilia, Dodo, Jay Maly)
- 2020 : Ela Jalek (avec Zaki Sp)